# Platyrhacus orellanus
Platyrhacus orellanus är en mångfotingart som först beskrevs av Chamberlin 1941.  Platyrhacus orellanus ingår i släktet Platyrhacus och familjen Platyrhacidae. Inga underarter finns listade i Catalogue of Life.